# جوزيف دبليو. توبين
جوزيف دبليو. توبين (بالإنجليزية: Joseph William Tobin)‏ هو كاهن كاثوليكي أمريكي، ولد في 3 مايو 1952 في ديترويت في الولايات المتحدة.